# Cookie Run: Kingdom
Cookie Run: Kingdom es un videojuego gacha de acción real desarrollado y distribuido por Devsisters Corporation, siendo la sexta entrega de la saga Cookie Run. Fue anunciado el 28 de noviembre de 2020 y lanzado mundialmente el 19 de enero de 2021 para Android y iOS, el 12 de abril de 2023 fue lanzado para Google Play Juegos en Windows. 
Cada actualización se añaden más galletas y recurrentes conforme avanza la historia del juego, la narrativa general se embarca en la búsqueda de las Antiguas Galletas y otros aliados en el camino.

## Modo de juego
Cookie Run: Kingdom se enfoca en la jugabilidad de batalla, construcción de ciudades, y rol, el juego se enfoca en la reconstrucción del Reino de las Galletas y recolectando otras galletas usando el gacha del juego para hornearlas con moldes en el horno. 
Se pueden colocar edificios para la creación de bienes y materias y mejorar los edificios para mayor productividad, así como un extenso catálogo de decoraciones para poner, y el ampliar los terrenos del reino, las cuales se pueden comprar con dinero del juego o dinero real. Los modos del juego son PvP y de gremio, así cómo juegos de temporada y eventos que brindan en estrategia y variedad. Otras cosas adicionales son las historias secundarias respecto a personajes secundarios, el modo historia, «Exploración Mundial», que incluye el mundo «Crispia» y «Levadura de Bestias», con ambos mundos ofreciendo diferentes recompensas.
El juego cuenta con un total de 149 galletas desbloqueables en modo gacha, con rarezas como Legendarias, Dragón, Antiguas, y Bestias, además de la galletas jugables, está MyCookie, una galleta personalizable para usuarios del juego.

## Argumento
En un mundo de galletas y pasteles antropomorfizados existieron las Antiguas Galletas, las cuales eran formadas por; Galleta Lirio Blanco, Galleta Cacao Negro, Galleta Vainilla Pura, Galleta  Acebo, y Galleta Queso Dorado, todas crearían un reino propio, exceptuando por Lirio Blanco, cada uno recibió la conocida Mermelada de Almas, las cuales les daban sus poderes y virtudes de; libertad, resolución, verdad, pasión, y abundancia. Mientras Lirio Blanco intentaba buscar la forma de por qué las galletas tienen vida y descubrir que solo existen para ser comidas, caería en la «Masa Suprema», dónde sería rehorneada y convertida como Galleta Hechicera Oscura, la cual planearía iniciar un nuevo orden mundial usando Monstruos de Pastel. Esto llevó a un enfrentamiento entre las cuatro galletas restantes (Cacao Negro, Vainilla Pura, Acebo, y Queso Dorado) contra la Hechicera, en la cual poco a poco irían perdiendo, esto haría que Vainilla Pura logrará encerrarla pero a cambio fueron destruidas las Mermeladas de Almas. Después de la batalla, las Antiguas Galletas se esconderían y llevarían a la desorganización de sus reinos.
Tiempo después de la «Guerra de la Harina Oscura», nos transporta al momento después que Galleta Valiente escapara de la bruja, a uno de los reinos posteriores a la guerra, en el cual vive una aldea de gnomos de azúcar y al mismo tiempo, logra reencontrarse con su amiga Galleta Fresa, al mismo tiempo estaba ahí Galleta Mago, y lleva a una discusión entre Galleta Valiente y Galleta Mago, sin embargo se lleva al conceso con ayuda de los gnomos a que el trío emprenda la búsqueda de la corona y reconstrucción de los reinos mientras al mismo tiempo conocen a dos galletas nuevas, Galleta Chile Picante, una experta ladrona y siendo la primera galleta horneada al inicio de la historia, y a Galleta Natilla III, miembro de la realeza, entre los cinco empiezan la búsqueda de una corona robada por un Perro de Pastel, la cual con el avance de la historia se vuelve irrelevante mientras empieza la búsqueda de las Antiguas Galletas, conociendo en el proceso uno por uno a las galletas mientras avanzan por el continente de Tierrapan. 
Al avanzar la historia, descubren más hechos respecto a las Mermeladas de Almas, como que pertenecieron a las «Cinco Bestias» los cuales se corrompieron y fueron encerrados por las brujas bajo el continente de «Bestias de Levadura», o el encontrar a Lirio Blanco en estado durmiente en el «Reino de las Hadas», luego de que Galleta Leche Oscura se escapará y desatará el caos en el mundo, después de un duelo de agitación y pérdida, Lirio Blanco logró detenerlo y encerrarlo nuevamente. Las galletas recuperarían sus Mermeladas de Almas después de luchar con sus contrapartes bestias, y a pesar de sufrir corrupción interna, lograrían recuperarlas y volver a su estado anterior de corromperse para finalmente enfrentarse al mal y devolver la estabilidad de sus reinos.

## Personajes
Para el 12 de febrero de 2025, el juego actualmente cuenta con 149 galletas en total, las cuales se dividen por su rareza, posición, y tipo, siendo divididas en: Común, Raro, Especial, Épico, Súperépico, Legendario, Dragón, Bestia, Antigua, Despertada e Invitado. Las galletas especiales se obtienen a través de eventos limitados o el gacha del Pabellón de las Promesas, mientras las galletas invitadas pueden ser NPCs en el juego.
MyCookie, es un personaje personalizable para los usuarios del juego, el cual únicamente se puede usar en el modo historia de la Plaza de Pueblo Cuco.

### Colaboraciones
En septiembre de 2021, en el marco del 30 Aniversario de Sonic the Hedgehog, fueron lanzadas las galletas de Sonic y Tails. En 2022, habría dos colaboraciones, la primera fue llevada durante el «Festival de Sueños y Deseos» entre julio y septiembre con las galletas Disney, la segunda colaboración fue entre octubre y noviembre en el «Braver Together», añadirían a los integrantes de BTS como galletas jugables.
La versión china del videojuego también contó con algunas colaboraciones en 2024. En enero de 2024 se agregaron las galletas invitadas basadas en los populares bocadillos de la marca Want Want de Taiwán. En julio de 2024, se agregaron varios personajes de la serie Empresses in the Palace como invitados, con Zhen Huan como una galleta jugable.

## Desarrollo
Cookie Run: Kingdom comenzó a desarrollarse desde octubre de 2016 y se lanzó cuatro años después. Para buscar expandir la propiedad intelectual de Cookie Run, la saga, y crear Cookie Run: Kingdom, el equipo de desarrollo buscó combinar dos tipos de juegos: videojuego social (SNG) y videojuego de rol (RPG), esta combinación implicaría un aumento de la carga de trabajo para los desarrolladores y el coste del desarrollo del juego. El juego se lanzaría oficialmente el 19 de enero de 2021 en tiendas móviles.

## Recepción
El juego ganó popularidad masiva tras la controversia de las recompensas del primer aniversario de Genshin Impact, y las similitudes entre ambos juegos respecto a la jugabilidad gacha gratuito.
En términos de descargas, sería el 31.º juego de rol gratuito más descargado de Tailandia, en Japón sería el 1.° más descargado en la App Store y Play Store, y sería el tercer videojuego de rol gratuito más descargado en Estados Unidos, en la categoría de la App Store en enero de 2021, calificaba en el primer puesto en Corea del Sur, segundo lugar en Taiwán, en quinto lugar en Hong Kong. En Corea del Sur, Taiwán y Tailandia, los ingresos del juego ocuparon el primer lugar en la App Store, mientras en Hong Kong y Singapur, ocuparon el tercer lugar en enero de 2021, en los primeros dos meses de su lanzamiento, el videojuego alcanzó las 10 millones de descargas en total mientras para junio de 2021 alcanzaría las 150 millones de descargas.